# Emplectanthus cordatus
Emplectanthus cordatus är en oleanderväxtart som beskrevs av Nicholas Edward Brown. Emplectanthus cordatus ingår i släktet Emplectanthus och familjen oleanderväxter. Inga underarter finns listade i Catalogue of Life.